# Detzneria
Detzneria é um género botânico pertencente à família Plantaginaceae. Tradicionalmente este gênero era classificado na família das Scrophulariaceae.

## Espécie
Detzneria tubata

## Nome e referências
Detzneria Diels